# Peleteria emmesia
Peleteria emmesia là một loài ruồi trong họ Tachinidae.